# Constantes trigonométricas expresadas en radicales reales

Ángulos primarios en la forma (cos, sen) en la circunferencia goniométrica, múltiplos de 30 y 45 grados

Las expresiones algebraicas exactas de valores trigonométricos pueden ser útiles principalmente para obtener soluciones en forma de radicales que permiten simplificar determinados resultados.
Todos los números trigonométricos (senos o cosenos de submúltiplos racionales de 360°) son números algebraicos (es decir, soluciones de ecuaciones algebraicas con coeficientes enteros). Además, pueden expresarse en términos de radicales de números complejos; pero no todos ellos pueden expresarse en términos de radicales reales. Cuando lo son, se pueden expresar más específicamente en términos de raíces cuadradas.
Todos los valores de los senos, cosenos y tangentes de los ángulos en incrementos de 3° se pueden expresar en términos de raíces cuadradas, usando identidades (como las del ángulo mitad, las del ángulo doble y las de las sumas y restas de ángulos) y usando los valores conocidos para 0°, 30°, 36°, y 45°. Para un ángulo de un número entero de grados que no es múltiplo de 3° (π60 radianes), los valores de seno, coseno y tangente no se pueden expresar en términos de radicales reales.
Según el teorema de Niven, los únicos valores racionales de la función seno para los que el argumento es un número racional de grados son 0, 12, 1, −12 y −1.
Según el teorema de Baker, si el valor de un seno, un coseno o una tangente es algebraico, entonces el ángulo es un número racional de grados o un número trascendente de grados. Es decir, si el ángulo es un número de grados algebraico, pero no racional, todas las funciones trigonométricas tienen valores trascendentes.

## Alcance de este artículo
La lista de este artículo está incompleta en varios sentidos. Primero, las funciones trigonométricas de todos los ángulos que son múltiplos enteros de los dados también pueden expresarse en radicales, pero algunos se omiten aquí.
En segundo lugar, siempre es posible aplicar la fórmula del ángulo mitad para encontrar una expresión en radicales para una función trigonométrica de la mitad de cualquier ángulo de la lista, aplicando sucesivamente este procedimiento las veces que se desee. 
En tercer lugar, existen expresiones en radicales reales para una función trigonométrica de un múltiplo racional de π si y solo si el denominador del múltiplo racional completamente reducido es una potencia de 2 por sí mismo o el producto de una potencia de 2 con el producto de números de Fermat distintos, de los cuales los conocidos son 3, 5, 17, 257 y 65537.
En cuarto lugar, este artículo solo se ocupa de los valores de las funciones trigonométricas cuando la expresión puede obtenerse en radicales reales, es decir, en raíces de números reales. Muchos otros valores de funciones trigonométricas se pueden expresar, por ejemplo, en raíces cúbicas de números complejos que no se pueden reescribir en términos de raíces de números reales. Por ejemplo, los valores de la función trigonométrica de cualquier ángulo que sea un tercio de un ángulo θ considerado en este artículo se pueden expresar en raíces cúbicas y raíces cuadradas usando fórmula de la ecuación cúbica para resolver
{\displaystyle 4\cos ^{3}{\frac {\theta }{3}}-3\cos {\frac {\theta }{3}}=\cos \theta ,}
pero, en general, la solución para el coseno de un tercio de un ángulo implica usar la raíz cúbica de un número complejo (en el denominado casus irreducibilis).
En la práctica, todos los valores de senos, cosenos y tangentes que no se encuentran en este artículo se aproximan utilizando las técnicas descritas en el artículo dedicado a las tablas trigonométricas.

## Algunos ángulos

Tabla trigonométrica exacta para múltiplos de 3 grados

Los valores fuera del rango angular [0°, 45°] se deducen trivialmente de los siguientes valores, utilizando simples relaciones de reflexión y simetría. (Véase Lista de identidades trigonométricas)
En las entradas siguientes, cuando un cierto número de grados está relacionado con un polígono regular, la relación es que el número de grados en cada ángulo del polígono es (n - 2) veces el número indicado de grados (donde n es el número de lados). Esto se debe a que la suma de los ángulos de cualquier n-gono es 180° × (n - 2) y, por lo tanto, la medida de cada ángulo de cualquier n-gono regular es 180° × (n - 2) ÷ n. Así, por ejemplo, la entrada "45°: cuadrado" significa que, con n = 4, 180° ÷ n = 45°, y el número de grados en cada ángulo de un cuadrado hay (n - 2) × 45° = 90°.

### 0°: fundamental
{\displaystyle \operatorname {sen} 0=0\,}
{\displaystyle \cos 0=1\,}
{\displaystyle \tan 0=0\,}
{\displaystyle \cot 0{\text{ está indefinida}}\,}
{\displaystyle \sec 0=1\,}
{\displaystyle \csc 0{\text{ está indefinida}}\,}

### 1.5°: hecatonicoságono regular (polígono de 120 lados)
{\displaystyle \operatorname {sen} \left({\frac {\pi }{120}}\right)=\operatorname {sen} \left(1.5^{\circ }\right)={\frac {\left({\sqrt {2+{\sqrt {2}}}}\right)\left({\sqrt {15}}+{\sqrt {3}}-{\sqrt {10-2{\sqrt {5}}}}\right)-\left({\sqrt {2-{\sqrt {2}}}}\right)\left({\sqrt {30-6{\sqrt {5}}}}+{\sqrt {5}}+1\right)}{16}}}
{\displaystyle \cos \left({\frac {\pi }{120}}\right)=\cos \left(1.5^{\circ }\right)={\frac {\left({\sqrt {2+{\sqrt {2}}}}\right)\left({\sqrt {30-6{\sqrt {5}}}}+{\sqrt {5}}+1\right)+\left({\sqrt {2-{\sqrt {2}}}}\right)\left({\sqrt {15}}+{\sqrt {3}}-{\sqrt {10-2{\sqrt {5}}}}\right)}{16}}}
{\displaystyle \tan \left({\frac {\pi }{120}}\right)=\tan \left(1.5^{\circ }\right)={\frac {\left({\sqrt {2+{\sqrt {2}}}}\right)\left({\sqrt {15}}+{\sqrt {3}}-{\sqrt {10-2{\sqrt {5}}}}\right)-\left({\sqrt {2-{\sqrt {2}}}}\right)\left({\sqrt {30-6{\sqrt {5}}}}+{\sqrt {5}}+1\right)}{\left({\sqrt {2+{\sqrt {2}}}}\right)\left({\sqrt {30-6{\sqrt {5}}}}+{\sqrt {5}}+1\right)+\left({\sqrt {2-{\sqrt {2}}}}\right)\left({\sqrt {15}}+{\sqrt {3}}-{\sqrt {10-2{\sqrt {5}}}}\right)}}}
{\displaystyle \cot \left({\frac {\pi }{120}}\right)=\cot \left(1.5^{\circ }\right)={\frac {\left({\sqrt {2+{\sqrt {2}}}}\right)\left({\sqrt {30-6{\sqrt {5}}}}+{\sqrt {5}}+1\right)+\left({\sqrt {2-{\sqrt {2}}}}\right)\left({\sqrt {15}}+{\sqrt {3}}-{\sqrt {10-2{\sqrt {5}}}}\right)}{\left({\sqrt {2+{\sqrt {2}}}}\right)\left({\sqrt {15}}+{\sqrt {3}}-{\sqrt {10-2{\sqrt {5}}}}\right)-\left({\sqrt {2-{\sqrt {2}}}}\right)\left({\sqrt {30-6{\sqrt {5}}}}+{\sqrt {5}}+1\right)}}}
{\displaystyle \sec \left({\frac {\pi }{120}}\right)=\sec \left(1.5^{\circ }\right)={\frac {16}{\left({\sqrt {2+{\sqrt {2}}}}\right)\left({\sqrt {30-6{\sqrt {5}}}}+{\sqrt {5}}+1\right)+\left({\sqrt {2-{\sqrt {2}}}}\right)\left({\sqrt {15}}+{\sqrt {3}}-{\sqrt {10-2{\sqrt {5}}}}\right)}}}
{\displaystyle \csc \left({\frac {\pi }{120}}\right)=\csc \left(1.5^{\circ }\right)={\frac {16}{\left({\sqrt {2+{\sqrt {2}}}}\right)\left({\sqrt {15}}+{\sqrt {3}}-{\sqrt {10-2{\sqrt {5}}}}\right)-\left({\sqrt {2-{\sqrt {2}}}}\right)\left({\sqrt {30-6{\sqrt {5}}}}+{\sqrt {5}}+1\right)}}}

### 1.875°: eneacontahexágono regular (polígono de 96 lados)
{\displaystyle \operatorname {sen} \left({\frac {\pi }{96}}\right)=\operatorname {sen} \left(1.875^{\circ }\right)={\frac {\sqrt {2-{\sqrt {2+{\sqrt {2+{\sqrt {2+{\sqrt {3}}}}}}}}}}{2}}}

{\displaystyle \cos \left({\frac {\pi }{96}}\right)=\cos \left(1.875^{\circ }\right)={\frac {\sqrt {2+{\sqrt {2+{\sqrt {2+{\sqrt {2+{\sqrt {3}}}}}}}}}}{2}}}

{\displaystyle \tan \left({\frac {\pi }{96}}\right)=\tan \left(1.875^{\circ }\right)={\frac {\sqrt {2-{\sqrt {2+{\sqrt {2+{\sqrt {2+{\sqrt {3}}}}}}}}}}{\sqrt {2+{\sqrt {2+{\sqrt {2+{\sqrt {2+{\sqrt {3}}}}}}}}}}}}

{\displaystyle \cot \left({\frac {\pi }{96}}\right)=\cot \left(1.875^{\circ }\right)={\frac {\sqrt {2+{\sqrt {2+{\sqrt {2+{\sqrt {2+{\sqrt {3}}}}}}}}}}{\sqrt {2-{\sqrt {2+{\sqrt {2+{\sqrt {2+{\sqrt {3}}}}}}}}}}}}

{\displaystyle \sec \left({\frac {\pi }{96}}\right)=\sec \left(1.875^{\circ }\right)={\frac {2}{\sqrt {2+{\sqrt {2+{\sqrt {2+{\sqrt {2+{\sqrt {3}}}}}}}}}}}}

{\displaystyle \csc \left({\frac {\pi }{96}}\right)=\csc \left(1.875^{\circ }\right)={\frac {2}{\sqrt {2-{\sqrt {2+{\sqrt {2+{\sqrt {2+{\sqrt {3}}}}}}}}}}}}

### 2.25°: octacontágono regular (polígono de 80 lados)
{\displaystyle \operatorname {sen} \left({\frac {\pi }{80}}\right)=\operatorname {sen} \left(2.25^{\circ }\right)={\frac {1}{2}}{\sqrt {2-{\sqrt {2+{\sqrt {2+{\sqrt {\frac {5+{\sqrt {5}}}{2}}}}}}}}}}
{\displaystyle \cos \left({\frac {\pi }{80}}\right)=\cos \left(2.25^{\circ }\right)={\frac {1}{2}}{\sqrt {2+{\sqrt {2+{\sqrt {2+{\sqrt {\frac {5+{\sqrt {5}}}{2}}}}}}}}}}

### 2.8125°: hexacontatetrágono regular (polígono de 64 lados)
{\displaystyle \operatorname {sen} \left({\frac {\pi }{64}}\right)=\operatorname {sen} \left(2.8125^{\circ }\right)={\frac {1}{2}}{\sqrt {2-{\sqrt {2+{\sqrt {2+{\sqrt {2+{\sqrt {2}}}}}}}}}}}
{\displaystyle \cos \left({\frac {\pi }{64}}\right)=\cos \left(2.8125^{\circ }\right)={\frac {1}{2}}{\sqrt {2+{\sqrt {2+{\sqrt {2+{\sqrt {2+{\sqrt {2}}}}}}}}}}}

### 3°: hexacontágono regular (polígono de 60 lados)
{\displaystyle \operatorname {sen} \left({\frac {\pi }{60}}\right)=\operatorname {sen} \left(3^{\circ }\right)={\frac {2\left(1-{\sqrt {3}}\right){\sqrt {5+{\sqrt {5}}}}+\left({\sqrt {10}}-{\sqrt {2}}\right)\left({\sqrt {3}}+1\right)}{16}}\,}
{\displaystyle \cos \left({\frac {\pi }{60}}\right)=\cos \left(3^{\circ }\right)={\frac {2\left(1+{\sqrt {3}}\right){\sqrt {5+{\sqrt {5}}}}+\left({\sqrt {10}}-{\sqrt {2}}\right)\left({\sqrt {3}}-1\right)}{16}}\,}
{\displaystyle \tan \left({\frac {\pi }{60}}\right)=\tan \left(3^{\circ }\right)={\frac {\left[\left(2-{\sqrt {3}}\right)\left(3+{\sqrt {5}}\right)-2\right]\left[2-{\sqrt {10-2{\sqrt {5}}}}\right]}{4}}\,}
{\displaystyle \cot \left({\frac {\pi }{60}}\right)=\cot \left(3^{\circ }\right)={\frac {\left[\left(2+{\sqrt {3}}\right)\left(3+{\sqrt {5}}\right)-2\right]\left[2+{\sqrt {10-2{\sqrt {5}}}}\right]}{4}}\,}

### 3,75°: tetracontaoctágono regular (polígono de 48 lados)
{\displaystyle \operatorname {sen} \left({\frac {\pi }{48}}\right)=\operatorname {sen} \left(3.75^{\circ }\right)={\frac {1}{2}}{\sqrt {2-{\sqrt {2+{\sqrt {2+{\sqrt {3}}}}}}}}}
{\displaystyle \cos \left({\frac {\pi }{48}}\right)=\cos \left(3.75^{\circ }\right)={\frac {1}{2}}{\sqrt {2+{\sqrt {2+{\sqrt {2+{\sqrt {3}}}}}}}}}

### 4.5°: tetracontágono regular (polígono de 40 lados)
{\displaystyle \operatorname {sen} \left({\frac {\pi }{40}}\right)=\operatorname {sen} \left(4.5^{\circ }\right)={\frac {1}{2}}{\sqrt {2-{\sqrt {2+{\sqrt {\frac {5+{\sqrt {5}}}{2}}}}}}}}
{\displaystyle \cos \left({\frac {\pi }{40}}\right)=\cos \left(4.5^{\circ }\right)={\frac {1}{2}}{\sqrt {2+{\sqrt {2+{\sqrt {\frac {5+{\sqrt {5}}}{2}}}}}}}}

### 5.625°: triacontadígono regular (polígono de 32 lados)
{\displaystyle \operatorname {sen} \left({\frac {\pi }{32}}\right)=\operatorname {sen} \left(5.625^{\circ }\right)={\frac {1}{2}}{\sqrt {2-{\sqrt {2+{\sqrt {2+{\sqrt {2}}}}}}}}}
{\displaystyle \cos \left({\frac {\pi }{32}}\right)=\cos \left(5.625^{\circ }\right)={\frac {1}{2}}{\sqrt {2+{\sqrt {2+{\sqrt {2+{\sqrt {2}}}}}}}}}

### 6°: triacontágono regular (polígono de 30 lados)
{\displaystyle \operatorname {sen} {\frac {\pi }{30}}=\operatorname {sen} 6^{\circ }={\frac {{\sqrt {30-{\sqrt {180}}}}-{\sqrt {5}}-1}{8}}\,}
{\displaystyle \cos {\frac {\pi }{30}}=\cos 6^{\circ }={\frac {{\sqrt {10-{\sqrt {20}}}}+{\sqrt {3}}+{\sqrt {15}}}{8}}\,}
{\displaystyle \tan {\frac {\pi }{30}}=\tan 6^{\circ }={\frac {{\sqrt {10-{\sqrt {20}}}}+{\sqrt {3}}-{\sqrt {15}}}{2}}\,}
{\displaystyle \cot {\frac {\pi }{30}}=\cot 6^{\circ }={\frac {{\sqrt {27}}+{\sqrt {15}}+{\sqrt {50+{\sqrt {2420}}}}}{2}}\,}

### 7,5°: icositetrágono regular (polígono de 24 lados)
{\displaystyle \operatorname {sen} \left({\frac {\pi }{24}}\right)=\operatorname {sen} \left(7.5^{\circ }\right)={\frac {1}{2}}{\sqrt {2-{\sqrt {2+{\sqrt {3}}}}}}={\frac {1}{4}}{\sqrt {8-2{\sqrt {6}}-2{\sqrt {2}}}}}
{\displaystyle \cos \left({\frac {\pi }{24}}\right)=\cos \left(7.5^{\circ }\right)={\frac {1}{2}}{\sqrt {2+{\sqrt {2+{\sqrt {3}}}}}}={\frac {1}{4}}{\sqrt {8+2{\sqrt {6}}+2{\sqrt {2}}}}}
{\displaystyle \tan \left({\frac {\pi }{24}}\right)=\tan \left(7.5^{\circ }\right)={\sqrt {6}}-{\sqrt {3}}+{\sqrt {2}}-2\ =\left({\sqrt {2}}-1\right)\left({\sqrt {3}}-{\sqrt {2}}\right)}
{\displaystyle \cot \left({\frac {\pi }{24}}\right)=\cot \left(7.5^{\circ }\right)={\sqrt {6}}+{\sqrt {3}}+{\sqrt {2}}+2\ =\left({\sqrt {2}}+1\right)\left({\sqrt {3}}+{\sqrt {2}}\right)}

### 9°: icoságono regular (polígono de 20 lados)
{\displaystyle \operatorname {sen} {\frac {\pi }{20}}=\operatorname {sen} 9^{\circ }={\frac {1}{2}}{\sqrt {2-{\sqrt {\frac {5+{\sqrt {5}}}{2}}}}}}
{\displaystyle \cos {\frac {\pi }{20}}=\cos 9^{\circ }={\frac {1}{2}}{\sqrt {2+{\sqrt {\frac {5+{\sqrt {5}}}{2}}}}}}
{\displaystyle \tan {\frac {\pi }{20}}=\tan 9^{\circ }={\sqrt {5}}+1-{\sqrt {5+2{\sqrt {5}}}}\,}
{\displaystyle \cot {\frac {\pi }{20}}=\cot 9^{\circ }={\sqrt {5}}+1+{\sqrt {5+2{\sqrt {5}}}}\,}

### 11.25°: hexadecágono regular (polígono de 16 lados)
{\displaystyle \operatorname {sen} {\frac {\pi }{16}}=\operatorname {sen} 11.25^{\circ }={\frac {1}{2}}{\sqrt {2-{\sqrt {2+{\sqrt {2}}}}}}}
{\displaystyle \cos {\frac {\pi }{16}}=\cos 11.25^{\circ }={\frac {1}{2}}{\sqrt {2+{\sqrt {2+{\sqrt {2}}}}}}}
{\displaystyle \tan {\frac {\pi }{16}}=\tan 11.25^{\circ }={\sqrt {4+2{\sqrt {2}}}}-{\sqrt {2}}-1}
{\displaystyle \cot {\frac {\pi }{16}}=\cot 11.25^{\circ }={\sqrt {4+2{\sqrt {2}}}}+{\sqrt {2}}+1}

### 12°: pentadecágono regular (polígono de 15 lados)
{\displaystyle \operatorname {sen} {\frac {\pi }{15}}=\operatorname {sen} 12^{\circ }={\tfrac {1}{8}}\left[{\sqrt {2\left(5+{\sqrt {5}}\right)}}+{\sqrt {3}}-{\sqrt {15}}\right]\,}
{\displaystyle \cos {\frac {\pi }{15}}=\cos 12^{\circ }={\tfrac {1}{8}}\left[{\sqrt {6\left(5+{\sqrt {5}}\right)}}+{\sqrt {5}}-1\right]\,}
{\displaystyle \tan {\frac {\pi }{15}}=\tan 12^{\circ }={\tfrac {1}{2}}\left[3{\sqrt {3}}-{\sqrt {15}}-{\sqrt {2\left(25-11{\sqrt {5}}\right)}}\,\right]\,}
{\displaystyle \cot {\frac {\pi }{15}}=\cot 12^{\circ }={\tfrac {1}{2}}\left[{\sqrt {15}}+{\sqrt {3}}+{\sqrt {2\left(5+{\sqrt {5}}\right)}}\,\right]\,}

### 15°: dodecágono regular (polígono de 12 lados)
{\displaystyle \operatorname {sen} {\frac {\pi }{12}}=\operatorname {sen} 15^{\circ }={\frac {1}{4}}\left({\sqrt {6}}-{\sqrt {2}}\right)={\frac {1}{2}}{\sqrt {2-{\sqrt {3}}}}}
{\displaystyle \cos {\frac {\pi }{12}}=\cos 15^{\circ }={\frac {1}{4}}\left({\sqrt {6}}+{\sqrt {2}}\right)={\frac {1}{2}}{\sqrt {2+{\sqrt {3}}}}}
{\displaystyle \tan {\frac {\pi }{12}}=\tan 15^{\circ }=2-{\sqrt {3}}\,}
{\displaystyle \cot {\frac {\pi }{12}}=\cot 15^{\circ }=2+{\sqrt {3}}\,}

### 18°: decágono regular (polígono de 10 lados)[1]
{\displaystyle \operatorname {sen} {\frac {\pi }{10}}=\operatorname {sen} 18^{\circ }={\tfrac {1}{4}}\left({\sqrt {5}}-1\right)={\frac {1}{1+{\sqrt {5}}}}\,}
{\displaystyle \cos {\frac {\pi }{10}}=\cos 18^{\circ }={\tfrac {1}{4}}{\sqrt {2\left(5+{\sqrt {5}}\right)}}\,}
{\displaystyle \tan {\frac {\pi }{10}}=\tan 18^{\circ }={\tfrac {1}{5}}{\sqrt {5\left(5-2{\sqrt {5}}\right)}}\,}
{\displaystyle \cot {\frac {\pi }{10}}=\cot 18^{\circ }={\sqrt {5+2{\sqrt {5}}}}\,}

### 21°: suma 9° + 12°
{\displaystyle \operatorname {sen} {\frac {7\pi }{60}}=\operatorname {sen} 21^{\circ }={\frac {1}{16}}\left(2\left({\sqrt {3}}+1\right){\sqrt {5-{\sqrt {5}}}}-\left({\sqrt {6}}-{\sqrt {2}}\right)\left(1+{\sqrt {5}}\right)\right)\,}
{\displaystyle \cos {\frac {7\pi }{60}}=\cos 21^{\circ }={\frac {1}{16}}\left(2\left({\sqrt {3}}-1\right){\sqrt {5-{\sqrt {5}}}}+\left({\sqrt {6}}+{\sqrt {2}}\right)\left(1+{\sqrt {5}}\right)\right)\,}
{\displaystyle \tan {\frac {7\pi }{60}}=\tan 21^{\circ }={\frac {1}{4}}\left(2-\left(2+{\sqrt {3}}\right)\left(3-{\sqrt {5}}\right)\right)\left(2-{\sqrt {2\left(5+{\sqrt {5}}\right)}}\right)\,}
{\displaystyle \cot {\frac {7\pi }{60}}=\cot 21^{\circ }={\frac {1}{4}}\left(2-\left(2-{\sqrt {3}}\right)\left(3-{\sqrt {5}}\right)\right)\left(2+{\sqrt {2\left(5+{\sqrt {5}}\right)}}\right)\,}

### 22.5°: octágono regular
{\displaystyle \operatorname {sen} {\frac {\pi }{8}}=\operatorname {sen} 22.5^{\circ }={\frac {1}{2}}{\sqrt {2-{\sqrt {2}}}},}
{\displaystyle \cos {\frac {\pi }{8}}=\cos 22.5^{\circ }={\frac {1}{2}}{\sqrt {2+{\sqrt {2}}}}\,}
{\displaystyle \tan {\frac {\pi }{8}}=\tan 22.5^{\circ }={\sqrt {2}}-1\,}
{\displaystyle \cot {\frac {\pi }{8}}=\cot 22.5^{\circ }={\sqrt {2}}+1=\delta _{S}\,}, el número plateado

### 24°: suma 12° + 12°
{\displaystyle \operatorname {sen} {\frac {2\pi }{15}}=\operatorname {sen} 24^{\circ }={\tfrac {1}{8}}\left[{\sqrt {15}}+{\sqrt {3}}-{\sqrt {2\left(5-{\sqrt {5}}\right)}}\right]\,}
{\displaystyle \cos {\frac {2\pi }{15}}=\cos 24^{\circ }={\tfrac {1}{8}}\left({\sqrt {6\left(5-{\sqrt {5}}\right)}}+{\sqrt {5}}+1\right)\,}
{\displaystyle \tan {\frac {2\pi }{15}}=\tan 24^{\circ }={\tfrac {1}{2}}\left[{\sqrt {50+22{\sqrt {5}}}}-3{\sqrt {3}}-{\sqrt {15}}\right]\,}
{\displaystyle \cot {\frac {2\pi }{15}}=\cot 24^{\circ }={\tfrac {1}{2}}\left[{\sqrt {15}}-{\sqrt {3}}+{\sqrt {2\left(5-{\sqrt {5}}\right)}}\right]\,}

### 27°: suma 12° + 15°
{\displaystyle \operatorname {sen} {\frac {3\pi }{20}}=\operatorname {sen} 27^{\circ }={\tfrac {1}{8}}\left[2{\sqrt {5+{\sqrt {5}}}}-{\sqrt {2}}\;\left({\sqrt {5}}-1\right)\right]\,}
{\displaystyle \cos {\frac {3\pi }{20}}=\cos 27^{\circ }={\tfrac {1}{8}}\left[2{\sqrt {5+{\sqrt {5}}}}+{\sqrt {2}}\;\left({\sqrt {5}}-1\right)\right]\,}
{\displaystyle \tan {\frac {3\pi }{20}}=\tan 27^{\circ }={\sqrt {5}}-1-{\sqrt {5-2{\sqrt {5}}}}\,}
{\displaystyle \cot {\frac {3\pi }{20}}=\cot 27^{\circ }={\sqrt {5}}-1+{\sqrt {5-2{\sqrt {5}}}}\,}

### 30°: hexágono regular
{\displaystyle \operatorname {sen} {\frac {\pi }{6}}=\operatorname {sen} 30^{\circ }={\frac {1}{2}}\,}
{\displaystyle \cos {\frac {\pi }{6}}=\cos 30^{\circ }={\frac {\sqrt {3}}{2}}\,}
{\displaystyle \tan {\frac {\pi }{6}}=\tan 30^{\circ }={\frac {\sqrt {3}}{3}}={\frac {1}{\sqrt {3}}}\,}
{\displaystyle \cot {\frac {\pi }{6}}=\cot 30^{\circ }={\sqrt {3}}\,}
{\displaystyle \sec {\frac {\pi }{6}}=\sec 30^{\circ }={\frac {2{\sqrt {3}}}{3}}={\frac {2}{\sqrt {3}}}\,}
{\displaystyle \csc {\frac {\pi }{6}}=\csc 30^{\circ }=2}

### 33°: suma 15° + 18°
{\displaystyle \operatorname {sen} {\frac {11\pi }{60}}=\operatorname {sen} 33^{\circ }={\tfrac {1}{16}}\left[2\left({\sqrt {3}}-1\right){\sqrt {5+{\sqrt {5}}}}+{\sqrt {2}}\left(1+{\sqrt {3}}\right)\left({\sqrt {5}}-1\right)\right]\,}
{\displaystyle \cos {\frac {11\pi }{60}}=\cos 33^{\circ }={\tfrac {1}{16}}\left[2\left({\sqrt {3}}+1\right){\sqrt {5+{\sqrt {5}}}}+{\sqrt {2}}\left(1-{\sqrt {3}}\right)\left({\sqrt {5}}-1\right)\right]\,}
{\displaystyle \tan {\frac {11\pi }{60}}=\tan 33^{\circ }={\tfrac {1}{4}}\left[2-\left(2-{\sqrt {3}}\right)\left(3+{\sqrt {5}}\right)\right]\left[2+{\sqrt {2\left(5-{\sqrt {5}}\right)}}\,\right]\,}
{\displaystyle \cot {\frac {11\pi }{60}}=\cot 33^{\circ }={\tfrac {1}{4}}\left[2-\left(2+{\sqrt {3}}\right)\left(3+{\sqrt {5}}\right)\right]\left[2-{\sqrt {2\left(5-{\sqrt {5}}\right)}}\,\right]\,}

### 36°: pentágono regular
{\displaystyle \operatorname {sen} {\frac {\pi }{5}}=\operatorname {sen} 36^{\circ }={\frac {1}{4}}{\sqrt {10-2{\sqrt {5}}}}}
{\displaystyle \cos {\frac {\pi }{5}}=\cos 36^{\circ }={\frac {1+{\sqrt {5}}}{4}}={\frac {\varphi }{2}},} donde φ es número áureo;
{\displaystyle \tan {\frac {\pi }{5}}=\tan 36^{\circ }={\sqrt {5-2{\sqrt {5}}}}\,}
{\displaystyle \cot {\frac {\pi }{5}}=\cot 36^{\circ }={\frac {1}{5}}{\sqrt {25+10{\sqrt {5}}}}}

### 39°: suma 18° + 21°
{\displaystyle \operatorname {sen} {\frac {13\pi }{60}}=\operatorname {sen} 39^{\circ }={\tfrac {1}{16}}\left[2\left(1-{\sqrt {3}}\right){\sqrt {5-{\sqrt {5}}}}+{\sqrt {2}}\left({\sqrt {3}}+1\right)\left({\sqrt {5}}+1\right)\right]\,}
{\displaystyle \cos {\frac {13\pi }{60}}=\cos 39^{\circ }={\tfrac {1}{16}}\left[2\left(1+{\sqrt {3}}\right){\sqrt {5-{\sqrt {5}}}}+{\sqrt {2}}\left({\sqrt {3}}-1\right)\left({\sqrt {5}}+1\right)\right]\,}
{\displaystyle \tan {\frac {13\pi }{60}}=\tan 39^{\circ }={\tfrac {1}{4}}\left[\left(2-{\sqrt {3}}\right)\left(3-{\sqrt {5}}\right)-2\right]\left[2-{\sqrt {2\left(5+{\sqrt {5}}\right)}}\,\right]\,}
{\displaystyle \cot {\frac {13\pi }{60}}=\cot 39^{\circ }={\tfrac {1}{4}}\left[\left(2+{\sqrt {3}}\right)\left(3-{\sqrt {5}}\right)-2\right]\left[2+{\sqrt {2\left(5+{\sqrt {5}}\right)}}\,\right]\,}

### 42°: suma 21° + 21°
{\displaystyle \operatorname {sen} {\frac {7\pi }{30}}=\operatorname {sen} 42^{\circ }={\frac {{\sqrt {30+6{\sqrt {5}}}}-{\sqrt {5}}+1}{8}}\,}
{\displaystyle \cos {\frac {7\pi }{30}}=\cos 42^{\circ }={\frac {{\sqrt {15}}-{\sqrt {3}}+{\sqrt {10+2{\sqrt {5}}}}}{8}}\,}
{\displaystyle \tan {\frac {7\pi }{30}}=\tan 42^{\circ }={\frac {{\sqrt {15}}+{\sqrt {3}}-{\sqrt {10+2{\sqrt {5}}}}}{2}}\,}
{\displaystyle \cot {\frac {7\pi }{30}}=\cot 42^{\circ }={\frac {{\sqrt {50-22{\sqrt {5}}}}+3{\sqrt {3}}-{\sqrt {15}}}{2}}\,}

### 45°: cuadrado
{\displaystyle \operatorname {sen} {\frac {\pi }{4}}=\operatorname {sen} 45^{\circ }={\frac {\sqrt {2}}{2}}={\frac {1}{\sqrt {2}}}\,}
{\displaystyle \cos {\frac {\pi }{4}}=\cos 45^{\circ }={\frac {\sqrt {2}}{2}}={\frac {1}{\sqrt {2}}}\,}
{\displaystyle \tan {\frac {\pi }{4}}=\tan 45^{\circ }=1\,}
{\displaystyle \cot {\frac {\pi }{4}}=\cot 45^{\circ }=1\,}
{\displaystyle \sec {\frac {\pi }{4}}=\sec 45^{\circ }={\sqrt {2}}\,}
{\displaystyle \csc {\frac {\pi }{4}}=\csc 45^{\circ }={\sqrt {2}}\,}

### 54°: suma 27° + 27°
{\displaystyle \operatorname {sen} {\frac {3\pi }{10}}=\operatorname {sen} 54^{\circ }={\frac {{\sqrt {5}}+1}{4}}\,\!}
{\displaystyle \cos {\frac {3\pi }{10}}=\cos 54^{\circ }={\frac {\sqrt {10-2{\sqrt {5}}}}{4}}}
{\displaystyle \tan {\frac {3\pi }{10}}=\tan 54^{\circ }={\frac {\sqrt {25+10{\sqrt {5}}}}{5}}\,}
{\displaystyle \cot {\frac {3\pi }{10}}=\cot 54^{\circ }={\sqrt {5-2{\sqrt {5}}}}\,}

### 60°: triángulo equilátero
{\displaystyle \operatorname {sen} {\frac {\pi }{3}}=\operatorname {sen} 60^{\circ }={\frac {\sqrt {3}}{2}}\,}
{\displaystyle \cos {\frac {\pi }{3}}=\cos 60^{\circ }={\frac {1}{2}}\,}
{\displaystyle \tan {\frac {\pi }{3}}=\tan 60^{\circ }={\sqrt {3}}\,}
{\displaystyle \cot {\frac {\pi }{3}}=\cot 60^{\circ }={\frac {\sqrt {3}}{3}}={\frac {1}{\sqrt {3}}}\,}
{\displaystyle \sec {\frac {\pi }{3}}=\sec 60^{\circ }=2}
{\displaystyle \csc {\frac {\pi }{3}}=\csc 60^{\circ }={\frac {2{\sqrt {3}}}{3}}={\frac {2}{\sqrt {3}}}\,}

### 67,5°: suma 7,5° + 60°
{\displaystyle \operatorname {sen} {\frac {3\pi }{8}}=\operatorname {sen} 67.5^{\circ }={\tfrac {1}{2}}{\sqrt {2+{\sqrt {2}}}}\,}
{\displaystyle \cos {\frac {3\pi }{8}}=\cos 67.5^{\circ }={\tfrac {1}{2}}{\sqrt {2-{\sqrt {2}}}}\,}
{\displaystyle \tan {\frac {3\pi }{8}}=\tan 67.5^{\circ }={\sqrt {2}}+1\,}
{\displaystyle \cot {\frac {3\pi }{8}}=\cot 67.5^{\circ }={\sqrt {2}}-1\,}

### 72°: suma 36° + 36°
{\displaystyle \operatorname {sen} {\frac {2\pi }{5}}=\operatorname {sen} 72^{\circ }={\tfrac {1}{4}}{\sqrt {2\left(5+{\sqrt {5}}\right)}}\,}
{\displaystyle \cos {\frac {2\pi }{5}}=\cos 72^{\circ }={\tfrac {1}{4}}\left({\sqrt {5}}-1\right)\,}
{\displaystyle \tan {\frac {2\pi }{5}}=\tan 72^{\circ }={\sqrt {5+2{\sqrt {5}}}}\,}
{\displaystyle \cot {\frac {2\pi }{5}}=\cot 72^{\circ }={\tfrac {1}{5}}{\sqrt {5\left(5-2{\sqrt {5}}\right)}}\,}

### 75°: suma 30° + 45°
{\displaystyle \operatorname {sen} {\frac {5\pi }{12}}=\operatorname {sen} 75^{\circ }={\tfrac {1}{4}}\left({\sqrt {6}}+{\sqrt {2}}\right)\,}
{\displaystyle \cos {\frac {5\pi }{12}}=\cos 75^{\circ }={\tfrac {1}{4}}\left({\sqrt {6}}-{\sqrt {2}}\right)\,}
{\displaystyle \tan {\frac {5\pi }{12}}=\tan 75^{\circ }=2+{\sqrt {3}}\,}
{\displaystyle \cot {\frac {5\pi }{12}}=\cot 75^{\circ }=2-{\sqrt {3}}\,}

### 90°: fundamental
{\displaystyle \operatorname {sen} {\frac {\pi }{2}}=\operatorname {sen} 90^{\circ }=1\,}
{\displaystyle \cos {\frac {\pi }{2}}=\cos 90^{\circ }=0\,}
{\displaystyle \tan {\frac {\pi }{2}}=\tan 90^{\circ }{\text{ está indefinida}}\,}
{\displaystyle \cot {\frac {\pi }{2}}=\cot 90^{\circ }=0\,}
{\displaystyle \sec {\frac {\pi }{2}}=\sec 90^{\circ }{\text{ está indefinida}}\,}
{\displaystyle \csc {\frac {\pi }{2}}=\csc 90^{\circ }=1\,}

## Lista de constantes trigonométricas de 2π/n
Para las raíces cúbicas de números no reales que aparecen en esta tabla, se tiene que tomar el valor principal, que es la raíz cúbica con la parte real más grande; esta mayor parte real es siempre positiva. Por lo tanto, las sumas de las raíces cúbicas que aparecen en la tabla son todos números reales positivos.
| SENO: |
| {\displaystyle {\begin{array}{r\|l\|l\|l}n&\operatorname {sen} \left({\frac {2\pi }{n}}\right)\\\hline 1&0\\\hline 2&0\\\hline 3&{\frac {1}{2}}{\sqrt {3}}\\\hline 4&1\\\hline 5&{\frac {1}{4}}\left({\sqrt {10+2{\sqrt {5}}}}\right)\\\hline 6&{\frac {1}{2}}{\sqrt {3}}\\\hline 7&\\\hline 8&{\frac {1}{2}}{\sqrt {2}}\\\hline 9&{\frac {i}{2}}\left({\sqrt[{3}]{\frac {-1-{\sqrt {-3}}}{2}}}-{\sqrt[{3}]{\frac {-1+{\sqrt {-3}}}{2}}}\right)\\\hline 10&{\frac {1}{4}}\left({\sqrt {10-2{\sqrt {5}}}}\right)\\\hline 11&\\\hline 12&{\frac {1}{2}}\\\hline 13&\\\hline 14&{\frac {1}{24}}{\sqrt {3\left(112-{\sqrt[{3}]{14336+{\sqrt {-5549064192}}}}-{\sqrt[{3}]{14336-{\sqrt {-5549064192}}}}\right)}}\\\hline 15&{\frac {1}{8}}\left({\sqrt {15}}+{\sqrt {3}}-{\sqrt {10-2{\sqrt {5}}}}\right)\\\hline 16&{\frac {1}{2}}\left({\sqrt {2-{\sqrt {2}}}}\right)\\\hline 17&{\frac {1}{4}}{\sqrt {8-{\sqrt {2\left(15+{\sqrt {17}}+{\sqrt {34-2{\sqrt {17}}}}-2{\sqrt {17+3{\sqrt {17}}-{\sqrt {170+38{\sqrt {17}}}}}}\right)}}}}\\\hline 18&{\frac {i}{4}}\left({\sqrt[{3}]{4-4{\sqrt {-3}}}}-{\sqrt[{3}]{4+4{\sqrt {-3}}}}\right)\\\hline 20&{\frac {1}{4}}\left({\sqrt {5}}-1\right)\\\hline 24&{\frac {1}{4}}\left({\sqrt {6}}-{\sqrt {2}}\right)\end{array}}} |
| COSENO: |
| {\displaystyle {\begin{array}{r\|l\|l\|l}n&\cos \left({\frac {2\pi }{n}}\right)\\\hline 1&1\\\hline 2&-1\\\hline 3&-{\frac {1}{2}}\\\hline 4&0\\\hline 5&{\frac {1}{4}}\left({\sqrt {5}}-1\right)\\\hline 6&{\frac {1}{2}}\\\hline 7&{\frac {1}{6}}\left(-1+{\sqrt[{3}]{\frac {7+21{\sqrt {-3}}}{2}}}+{\sqrt[{3}]{\frac {7-21{\sqrt {-3}}}{2}}}\right)\\\hline 8&{\frac {1}{2}}{\sqrt {2}}\\\hline 9&{\frac {1}{2}}\left({\sqrt[{3}]{\frac {-1+{\sqrt {-3}}}{2}}}+{\sqrt[{3}]{\frac {-1-{\sqrt {-3}}}{2}}}\right)\\\hline 10&{\frac {1}{4}}\left({\sqrt {5}}+1\right)\\\hline 11&\\\hline 12&{\frac {1}{2}}{\sqrt {3}}\\\hline 13&{\frac {1}{12}}\left({\sqrt[{3}]{104-20{\sqrt {13}}+12{\sqrt {-39}}}}+{\sqrt[{3}]{104-20{\sqrt {13}}-12{\sqrt {-39}}}}+{\sqrt {13}}-1\right)\\\hline 14&{\frac {1}{24}}{\sqrt {3\left(80+{\sqrt[{3}]{14336+{\sqrt {-5549064192}}}}+{\sqrt[{3}]{14336-{\sqrt {-5549064192}}}}\right)}}\\\hline 15&{\frac {1}{8}}\left(1+{\sqrt {5}}+{\sqrt {30-6{\sqrt {5}}}}\right)\\\hline 16&{\frac {1}{2}}\left({\sqrt {2+{\sqrt {2}}}}\right)\\\hline 17&{\frac {1}{16}}\left(-1+{\sqrt {17}}+{\sqrt {34-2{\sqrt {17}}}}+2{\sqrt {17+3{\sqrt {17}}-{\sqrt {34-2{\sqrt {17}}}}-2{\sqrt {34+2{\sqrt {17}}}}}}\right)\\\hline 18&{\frac {1}{4}}\left({\sqrt[{3}]{4+4{\sqrt {-3}}}}+{\sqrt[{3}]{4-4{\sqrt {-3}}}}\right)\\\hline 20&{\frac {1}{4}}\left({\sqrt {10+2{\sqrt {5}}}}\right)\\\hline 24&{\frac {1}{4}}\left({\sqrt {6}}+{\sqrt {2}}\right)\end{array}}} |
| TANGENTE: |
| {\displaystyle {\begin{array}{r\|l\|l\|l}n&\tan \left({\frac {2\pi }{n}}\right)\\\hline 1&0\\\hline 2&0\\\hline 3&-{\sqrt {3}}\\\hline 4&\pm \infty \\\hline 5&{\sqrt {5+2{\sqrt {5}}}}\\\hline 6&{\sqrt {3}}\\\hline 7&\\\hline 8&1\\\hline 9&\\\hline 10&{\sqrt {5-2{\sqrt {5}}}}\\\hline 11&\\\hline 12&{\frac {1}{3}}{\sqrt {3}}\\\hline 13&\\\hline 14&{\sqrt {\frac {112-{\sqrt[{3}]{14336+{\sqrt {-5549064192}}}}-{\sqrt[{3}]{14336-{\sqrt {-5549064192}}}}}{80+{\sqrt[{3}]{14336+{\sqrt {-5549064192}}}}+{\sqrt[{3}]{14336-{\sqrt {-5549064192}}}}}}}\\\hline 15&{\frac {1}{2}}\left(-3{\sqrt {3}}-{\sqrt {15}}+{\sqrt {50+22{\sqrt {5}}}}\right)\\\hline 16&{\sqrt {2}}-1\\\hline 17&\\\hline 18&\\\hline 20&{\frac {1}{5}}\left({\sqrt {25-10{\sqrt {5}}}}\right)\\\hline 24&2-{\sqrt {3}}\end{array}}} |

### Usos de las constantes
Como ejemplo del uso de estas constantes, considere el volumen de un dodecaedro regular, donde a es la longitud de una arista:
{\displaystyle V={\frac {5a^{3}\cos 36^{\circ }}{\tan ^{2}{36^{\circ }}}}.}
Utilizando
{\displaystyle \cos 36^{\circ }={\frac {{\sqrt {5}}+1}{4}},\,}
{\displaystyle \tan 36^{\circ }={\sqrt {5-2{\sqrt {5}}}},\,}
esto se puede simplificar a:
{\displaystyle V={\frac {a^{3}\left(15+7{\sqrt {5}}\right)}{4}}.\,}

### Deducción de triángulos

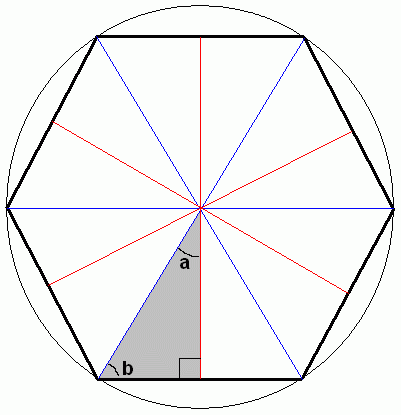
Polígono regular (de "n"-lados) y su triángulo rectángulo fundamental. Ángulos: a = 180°/n y b =90(1 - 2/n)°

La deducción de los valores de seno, coseno y tangente en formas radiales se basa en el construibilidad de los triángulos rectángulos.
Aquí, los triángulos rectángulos formados a partir de secciones de simetría de polígonos regulares se utilizan para calcular sus razones trigonométricas fundamentales. Cada triángulo rectángulo representa tres puntos en un polígono regular: un vértice, un centro de arista que contiene ese vértice y el centro del polígono. Un n-gono se puede dividir en 2n triángulos rectángulos con ángulos de 180n, 90 - 180n, 90 grados, para n = 3, 4, 5,…
La construcción de polígonos de 3, 4, 5 y 15 lados es la base, y las bisectrices de los ángulos permiten deducir también múltiplos de dos.
- Construibles
  - Polígonos regulares de 3 × 2n lados, para n = 0, 1, 2, 3, ...
    - Triángulo de 30° -60° -90°: triángulo equilátero (3 lados)
    - Triángulo de 60° -30° -90°: hexágono (6 lados)
    - Triángulo de 75° -15° -90°: dodecágono (12 lados)
    - Triángulo de 82,5° -7,5° -90°: icosakaitetrágono (24 lados)
    - Triángulo de 86,25° -3,75° -90°: tetracontakaioctágono (48 lados)
    - Triángulo de 88,125° -1,875° -90°: eneacontakaihexágono (96 lados)
    - Triángulo de 89,0625° -0,9375° -90°: hectaeneacontakaidígono (192 lados)
    - Triángulo de 89,53125° -0,46875° -90°: trihectaoctacontakaitetrágono (384 lados)

  - 4 × 2n lados
    - Triángulo de 45° -45° -90°: cuadrado (4 lados)
    - Triángulo de 67,5° -22,5° -90°: octógono (8 lados)
    - Triángulo de 78,75° -11,25° -90°: hexadecágono (16 lados)
    - Triángulo de 84,375° -5,625° -90°: triacontakaidígono (32 lados)
    - Triángulo de 87,1875° -2,8125° -90°: hexacontakaitetrágono (64 lados)
    - Triángulo de 88,09375° -1,40625° -90°: hectadicontakaioctágono (128 lados)
    - Triángulo de 89,046875° -0,703125° -90°: dihectapentacontakaihexágono (256 lados)

  - 5 × 2n lados
    - Triángulo de 54° -36° -90°: pentágono (5 lados)
    - Triángulo de 72° -18° -90°: decágono (10 lados)
    - Triángulo de 81° -9° -90°: isodecágono (20 lados)
    - Triángulo de 85,5° -4,5° -90°: tetracontágono (40 lados)
    - Triángulo de 87,75° -2,25° -90°: octacontágono (80 lados)
    - Triángulo de 88,875° -1,125° -90°: hectahexacontágono (160 lados)
    - Triángulo de 89,4375° -0,5625° -90°: trihectadicontágono (320 lados)

  - 15 × 2n lados
    - Triángulo de 78° -12° -90°: pentadecágono (15 lados)
    - Triángulo 84° -6° -90°: triacontágono (30 lados)
    - Triángulo de 87° -3° -90°: hexacontágono (60 lados)
    - Triángulo de 88,5° -1,5° -90°: hectadicontágono (120 lados)
    - Triángulo de 89,25° -0,75° -90°: dihectatetracontágono (240 lados)

También hay polígonos regulares construibles superiores: 17, 51, 85, 255, 257, 353, 449, 641, 1409, 2547, ..., 65535, 65537, 69481, 73697, ..., 4294967295).
- No construibles (con ángulos enteros o de medio grado) - No son posibles expresiones radicales finitas que involucren números reales para estas relaciones de aristas de triángulo, por lo tanto, sus múltiplos de dos tampoco son posibles.
  - 9 × 2n lados
    - Triángulo de 70° -20° -90°: eneágono (9 lados)
    - Triángulo de 80° -10° -90°: octodecágono (18 lados)
    - Triángulo de 85° -5° -90°: triacontakaihexágono (36 lados)
    - Triángulo de 87,5° -2,5° -90°: heptacontakaidígono (72 lados)

  - 45 × 2n lados
    - Triángulo de 86° -4° -90°: tetracontakaipentágono (45 lados)
    - Triángulo de 88° -2° -90°: eneacontágono (90 lados)
    - Triángulo de 89° -1° -90°: hectaoctacontágono (180 lados)
    - Triángulo de 89,5° -0,5° -90°: trihectahexacontágono (360 lados)

## Valores trigonométricos calculados para seno y coseno

### Valores triviales
En formato de grados, sen y cos de 0, 30, 45, 60 y 90 se pueden calcular a partir de sus triángulos rectángulos, utilizando el teorema de Pitágoras.
En formato radianes, sen y cos de π/2n se pueden expresar en formato radical aplicando de forma recursiva lo siguiente:
{\displaystyle 2\cos \theta ={\sqrt {2+2\cos 2\theta }}={\sqrt {2+{\sqrt {2+2\cos 4\theta }}}}={\sqrt {2+{\sqrt {2+{\sqrt {2+2\cos 8\theta }}}}}}} y así sucesivamente.
{\displaystyle 2\operatorname {sen} \theta ={\sqrt {2-2\cos 2\theta }}={\sqrt {2-{\sqrt {2+2\cos 4\theta }}}}={\sqrt {2-{\sqrt {2+{\sqrt {2+2\cos 8\theta }}}}}}} y así sucesivamente.
Por ejemplo:
{\displaystyle \cos {\frac {\pi }{2^{1}}}={\frac {0}{2}}}
{\displaystyle \cos {\frac {\pi }{2^{2}}}={\frac {\sqrt {2+0}}{2}}} y {\displaystyle \operatorname {sen} {\frac {\pi }{2^{2}}}={\frac {\sqrt {2-0}}{2}}}
{\displaystyle \cos {\frac {\pi }{2^{3}}}={\frac {\sqrt {2+{\sqrt {2}}}}{2}}} y {\displaystyle \operatorname {sen} {\frac {\pi }{2^{3}}}={\frac {\sqrt {2-{\sqrt {2}}}}{2}}}
{\displaystyle \cos {\frac {\pi }{2^{4}}}={\frac {\sqrt {2+{\sqrt {2+{\sqrt {2}}}}}}{2}}} y {\displaystyle \operatorname {sen} {\frac {\pi }{2^{4}}}={\frac {\sqrt {2-{\sqrt {2+{\sqrt {2}}}}}}{2}}}
{\displaystyle \cos {\frac {\pi }{2^{5}}}={\frac {\sqrt {2+{\sqrt {2+{\sqrt {2+{\sqrt {2}}}}}}}}{2}}} y {\displaystyle \operatorname {sen} {\frac {\pi }{2^{5}}}={\frac {\sqrt {2-{\sqrt {2+{\sqrt {2+{\sqrt {2}}}}}}}}{2}}}
{\displaystyle \cos {\frac {\pi }{2^{6}}}={\frac {\sqrt {2+{\sqrt {2+{\sqrt {2+{\sqrt {2+{\sqrt {2}}}}}}}}}}{2}}} y {\displaystyle \operatorname {sen} {\frac {\pi }{2^{6}}}={\frac {\sqrt {2-{\sqrt {2+{\sqrt {2+{\sqrt {2+{\sqrt {2}}}}}}}}}}{2}}}
y así sucesivamente.

### Forma radical, sen y cos deπ/(3×2n)
{\displaystyle \cos {\frac {2\pi }{3}}={\frac {-1}{2}}}
{\displaystyle \cos {\frac {\pi }{3\times 2^{0}}}={\frac {\sqrt {2-1}}{2}}} y {\displaystyle \operatorname {sen} {\frac {\pi }{3\times 2^{0}}}={\frac {\sqrt {2+1}}{2}}}
{\displaystyle \cos {\frac {\pi }{3\times 2^{1}}}={\frac {\sqrt {2+1}}{2}}} y {\displaystyle \operatorname {sen} {\frac {\pi }{3\times 2^{1}}}={\frac {\sqrt {2-1}}{2}}}
{\displaystyle \cos {\frac {\pi }{3\times 2^{2}}}={\frac {\sqrt {2+{\sqrt {3}}}}{2}}} y {\displaystyle \operatorname {sen} {\frac {\pi }{3\times 2^{2}}}={\frac {\sqrt {2-{\sqrt {3}}}}{2}}}
{\displaystyle \cos {\frac {\pi }{3\times 2^{3}}}={\frac {\sqrt {2+{\sqrt {2+{\sqrt {3}}}}}}{2}}} y {\displaystyle \operatorname {sen} {\frac {\pi }{3\times 2^{3}}}={\frac {\sqrt {2-{\sqrt {2+{\sqrt {3}}}}}}{2}}}
{\displaystyle \cos {\frac {\pi }{3\times 2^{4}}}={\frac {\sqrt {2+{\sqrt {2+{\sqrt {2+{\sqrt {3}}}}}}}}{2}}} y {\displaystyle \operatorname {sen} {\frac {\pi }{3\times 2^{4}}}={\frac {\sqrt {2-{\sqrt {2+{\sqrt {2+{\sqrt {3}}}}}}}}{2}}}
{\displaystyle \cos {\frac {\pi }{3\times 2^{5}}}={\frac {\sqrt {2+{\sqrt {2+{\sqrt {2+{\sqrt {2+{\sqrt {3}}}}}}}}}}{2}}} y {\displaystyle \operatorname {sen} {\frac {\pi }{3\times 2^{5}}}={\frac {\sqrt {2-{\sqrt {2+{\sqrt {2+{\sqrt {2+{\sqrt {3}}}}}}}}}}{2}}}
y así sucesivamente.

### Forma radical, sen y cos deπ/(5×2n)
{\displaystyle \cos {\frac {2\pi }{5}}={\frac {{\sqrt {5}}-1}{4}}}
{\displaystyle \cos {\frac {\pi }{5\times 2^{0}}}={\frac {{\sqrt {5}}+1}{4}}} (por lo tanto {\displaystyle 2+2\cos {\frac {\pi }{5}}=2+{\sqrt {1.25}}+0.5})
{\displaystyle \cos {\frac {\pi }{5\times 2^{1}}}={\frac {\sqrt {2.5+{\sqrt {1.25}}}}{2}}} y {\displaystyle \operatorname {sen} {\frac {\pi }{5\times 2^{1}}}={\frac {\sqrt {1.5-{\sqrt {1.25}}}}{2}}}
{\displaystyle \cos {\frac {\pi }{5\times 2^{2}}}={\frac {\sqrt {2+{\sqrt {2.5+{\sqrt {1.25}}}}}}{2}}} y {\displaystyle \operatorname {sen} {\frac {\pi }{5\times 2^{2}}}={\frac {\sqrt {2-{\sqrt {2.5+{\sqrt {1.25}}}}}}{2}}}
{\displaystyle \cos {\frac {\pi }{5\times 2^{3}}}={\frac {\sqrt {2+{\sqrt {2+{\sqrt {2.5+{\sqrt {1.25}}}}}}}}{2}}} y {\displaystyle \operatorname {sen} {\frac {\pi }{5\times 2^{3}}}={\frac {\sqrt {2-{\sqrt {2+{\sqrt {2.5+{\sqrt {1.25}}}}}}}}{2}}}
{\displaystyle \cos {\frac {\pi }{5\times 2^{4}}}={\frac {\sqrt {2+{\sqrt {2+{\sqrt {2+{\sqrt {2.5+{\sqrt {1.25}}}}}}}}}}{2}}} y {\displaystyle \operatorname {sen} {\frac {\pi }{5\times 2^{4}}}={\frac {\sqrt {2-{\sqrt {2+{\sqrt {2+{\sqrt {2.5+{\sqrt {1.25}}}}}}}}}}{2}}}
{\displaystyle \cos {\frac {\pi }{5\times 2^{5}}}={\frac {\sqrt {2+{\sqrt {2+{\sqrt {2+{\sqrt {2+{\sqrt {2.5+{\sqrt {1.25}}}}}}}}}}}}{2}}} y {\displaystyle \operatorname {sen} {\frac {\pi }{5\times 2^{5}}}={\frac {\sqrt {2-{\sqrt {2+{\sqrt {2+{\sqrt {2+{\sqrt {2.5+{\sqrt {1.25}}}}}}}}}}}}{2}}}
y así sucesivamente.

### Forma radical, sen y cos deπ/(5×3×2n)
{\displaystyle \cos {\frac {\pi }{15\times 2^{0}}}={\frac {{\sqrt {{\sqrt {0.703125}}+1.875}}+{\sqrt {0.3125}}-0.25}{2}}}
{\displaystyle \cos {\frac {\pi }{15\times 2^{1}}}={\frac {\sqrt {{\sqrt {{\sqrt {0.703125}}+1.875}}+{\sqrt {0.3125}}+1.75}}{2}}} y {\displaystyle \operatorname {sen} {\frac {\pi }{15\times 2^{1}}}={\frac {\sqrt {2.25-{\sqrt {{\sqrt {0.703125}}+1.875}}-{\sqrt {0.3125}}}}{2}}}
{\displaystyle \cos {\frac {\pi }{15\times 2^{2}}}={\frac {\sqrt {2+{\sqrt {{\sqrt {{\sqrt {0.703125}}+1.875}}+{\sqrt {0.3125}}+1.75}}}}{2}}} y {\displaystyle \operatorname {sen} {\frac {\pi }{15\times 2^{2}}}={\frac {\sqrt {2-{\sqrt {{\sqrt {{\sqrt {0.703125}}+1.875}}+{\sqrt {0.3125}}+1.75}}}}{2}}}
{\displaystyle \cos {\frac {\pi }{15\times 2^{3}}}={\frac {\sqrt {2+{\sqrt {2+{\sqrt {{\sqrt {{\sqrt {0.703125}}+1.875}}+{\sqrt {0.3125}}+1.75}}}}}}{2}}} y {\displaystyle \operatorname {sen} {\frac {\pi }{15\times 2^{3}}}={\frac {\sqrt {2-{\sqrt {2+{\sqrt {{\sqrt {{\sqrt {0.703125}}+1.875}}+{\sqrt {0.3125}}+1.75}}}}}}{2}}}
{\displaystyle \cos {\frac {\pi }{15\times 2^{4}}}={\frac {\sqrt {2+{\sqrt {2+{\sqrt {2+{\sqrt {{\sqrt {{\sqrt {0.703125}}+1.875}}+{\sqrt {0.3125}}+1.75}}}}}}}}{2}}} y {\displaystyle \operatorname {sen} {\frac {\pi }{15\times 2^{4}}}={\frac {\sqrt {2-{\sqrt {2+{\sqrt {2+{\sqrt {{\sqrt {{\sqrt {0.703125}}+1.875}}+{\sqrt {0.3125}}+1.75}}}}}}}}{2}}}
{\displaystyle \cos {\frac {\pi }{15\times 2^{5}}}={\frac {\sqrt {2+{\sqrt {2+{\sqrt {2+{\sqrt {2+{\sqrt {{\sqrt {{\sqrt {0.703125}}+1.875}}+{\sqrt {0.3125}}+1.75}}}}}}}}}}{2}}} y {\displaystyle \operatorname {sen} {\frac {\pi }{15\times 2^{5}}}={\frac {\sqrt {2-{\sqrt {2+{\sqrt {2+{\sqrt {2+{\sqrt {{\sqrt {{\sqrt {0.703125}}+1.875}}+{\sqrt {0.3125}}+1.75}}}}}}}}}}{2}}}
y así sucesivamente.

### Forma radical, sen y cos deπ/(17×2n)
Si {\displaystyle M=2(17+{\sqrt {17}})} y {\displaystyle N=2(17-{\sqrt {17}})} entonces
{\displaystyle \cos {\frac {\pi }{17}}={\frac {\sqrt {M-4+2({\sqrt {N}}+{\sqrt {2(2M-N+{\sqrt {17N}}-{\sqrt {N}}-8{\sqrt {M}})}})}}{8}}.}
Por lo tanto, aplicando inducción:
{\displaystyle \cos {\frac {\pi }{17\times 2^{0}}}={\frac {\sqrt {30+2{\sqrt {17}}+{\sqrt {136-8{\sqrt {17}}}}+{\sqrt {272+48{\sqrt {17}}+8{\sqrt {34-2{\sqrt {17}}}}\times ({\sqrt {17}}-1)-64{\sqrt {34+2{\sqrt {17}}}}}}}}{8}};}
{\displaystyle \cos {\frac {\pi }{17\times 2^{n+1}}}={\frac {\sqrt {2+2\cos {\frac {\pi }{17\times 2^{n}}}}}{2}}} y {\displaystyle \operatorname {sen} {\frac {\pi }{17\times 2^{n+1}}}={\frac {\sqrt {2-2\cos {\frac {\pi }{17\times 2^{n}}}}}{2}}.}

### Forma radical, sen y cos deπ/(257×2n)yπ/(65537×2n)
La inducción anterior se puede aplicar de la misma manera a todos los Número de Fermat restantes (F3 = 223 + 1 = 28 + 1 = 257 y F4 = 224 + 1 = 216 + 1 = 65537), los factores de π cuyas expresiones radicales cos y sen se sabe que existen pero son muy largas para expresarlas aquí.
{\displaystyle \cos {\frac {\pi }{257\times 2^{n+1}}}={\frac {\sqrt {2+2\cos {\frac {\pi }{257\times 2^{n}}}}}{2}}} y {\displaystyle \operatorname {sen} {\frac {\pi }{257\times 2^{n+1}}}={\frac {\sqrt {2-2\cos {\frac {\pi }{257\times 2^{n}}}}}{2}};}
{\displaystyle \cos {\frac {\pi }{65537\times 2^{n+1}}}={\frac {\sqrt {2+2\cos {\frac {\pi }{65537\times 2^{n}}}}}{2}}} y {\displaystyle \operatorname {sen} {\frac {\pi }{65537\times 2^{n+1}}}={\frac {\sqrt {2-2\cos {\frac {\pi }{65537\times 2^{n}}}}}{2}}.}

### Forma radical, sen y cos deπ/(255×2n),π/(65535×2n)yπ/(4294967295×2n)
D = 232 - 1 = 4,294,967,295 es el denominador entero impar más grande para el cual se sabe que existen formas radicales para sen (π / D) y cos (π / D).
Usando los valores de forma radical de las secciones anteriores, y aplicando cos (A-B) = cosA cosB + senA senB, seguido de inducción, se obtiene -
{\displaystyle \cos {\frac {\pi }{255\times 2^{0}}}={\frac {\sqrt {2+2\cos({\frac {\pi }{15}}-{\frac {\pi }{17}})}}{2}}} y {\displaystyle \operatorname {sen} {\frac {\pi }{255\times 2^{0}}}={\frac {\sqrt {2-2\cos({\frac {\pi }{15}}-{\frac {\pi }{17}})}}{2}};}
{\displaystyle \cos {\frac {\pi }{255\times 2^{n+1}}}={\frac {\sqrt {2+2\cos {\frac {\pi }{255\times 2^{n}}}}}{2}}} y {\displaystyle \operatorname {sen} {\frac {\pi }{255\times 2^{n+1}}}={\frac {\sqrt {2-2\cos {\frac {\pi }{255\times 2^{n}}}}}{2}};}
Por lo tanto, utilizando los valores de forma radical de las secciones anteriores y aplicando cos (A-B) = cosA cosB + senA senB, seguido de inducción, se obtiene -
{\displaystyle \cos {\frac {\pi }{65535\times 2^{0}}}={\frac {\sqrt {2+2\cos({\frac {\pi }{255}}-{\frac {\pi }{257}})}}{2}}} y {\displaystyle \operatorname {sen} {\frac {\pi }{65535\times 2^{0}}}={\frac {\sqrt {2-2\cos({\frac {\pi }{255}}-{\frac {\pi }{257}})}}{2}};}
{\displaystyle \cos {\frac {\pi }{65535\times 2^{n+1}}}={\frac {\sqrt {2+2\cos {\frac {\pi }{65535\times 2^{n}}}}}{2}}} y {\displaystyle \operatorname {sen} {\frac {\pi }{65535\times 2^{n+1}}}={\frac {\sqrt {2-2\cos {\frac {\pi }{65535\times 2^{n}}}}}{2}}.}
Finalmente, usando los valores de forma radical de las secciones anteriores, y aplicando cos (A-B) = cosA cosB + senA senB, seguido de inducción, se obtiene -
{\displaystyle \cos {\frac {\pi }{4294967295\times 2^{0}}}={\frac {\sqrt {2+2\cos({\frac {\pi }{65535}}-{\frac {\pi }{65537}})}}{2}}} y {\displaystyle \operatorname {sen} {\frac {\pi }{4294967295\times 2^{0}}}={\frac {\sqrt {2-2\cos({\frac {\pi }{65535}}-{\frac {\pi }{65537}})}}{2}};}
{\displaystyle \cos {\frac {\pi }{4294967295\times 2^{n+1}}}={\frac {\sqrt {2+2\cos {\frac {\pi }{4294967295\times 2^{n}}}}}{2}}} y {\displaystyle \operatorname {sen} {\frac {\pi }{4294967295\times 2^{n+1}}}={\frac {\sqrt {2-2\cos {\frac {\pi }{4294967295\times 2^{n}}}}}{2}}.}
La expansión de la última forma radical es muy grande, por lo que se expresa en la forma más simple anterior.

### n × π/(5 × 2^{m})

Cuerda(36°) = a/b = 1/φ, el recíproco del número áureo, a partir del teorema de Ptolomeo

### n×π/(5×2m)

#### Método geométrico
Aplicando el teorema de Ptolomeo al cuadrilátero cíclico ABCD definido por cuatro vértices sucesivos del pentágono, se deduce que:
{\displaystyle \operatorname {crd} 36^{\circ }=\operatorname {crd} (\angle \mathrm {ADB} )={\frac {a}{b}}={\frac {2}{1+{\sqrt {5}}}}={\frac {{\sqrt {5}}-1}{2}}}
que es el 1φ recíproco del número áureo. crd es la función cuerda,
{\displaystyle \operatorname {crd} \ {\theta }=2\operatorname {sen} {\frac {\theta }{2}}.\,}
(Consúltese también la tabla de cuerdas de Ptolomeo)
Así
{\displaystyle \operatorname {sen} 18^{\circ }={\frac {1}{1+{\sqrt {5}}}}={\frac {{\sqrt {5}}-1}{4}}.}
(Alternativamente, sin usar el teorema de Ptolomeo, rotúlese como X la intersección de AC y BD, y obsérvese considerando los ángulos que el triángulo AXB es isósceles, entonces AX = AB = a. Los triángulos AXD y CXB son semejantes, porque AD es paralelo a BC. Entonces XC = a · (ab). Pero AX + XC = AC, entonces a + a2b = b. Al resolver esta expresión, se obtiene ab = 1φ, como se indicó anteriormente).
De forma similar
{\displaystyle \operatorname {crd} \ 108^{\circ }=\operatorname {crd} (\angle \mathrm {ABC} )={\frac {b}{a}}={\frac {1+{\sqrt {5}}}{2}},}
y entonces
{\displaystyle \operatorname {sen} 54^{\circ }=\cos 36^{\circ }={\frac {1+{\sqrt {5}}}{4}}.}

#### Método algebraico
Si θ es 18° o -54°, entonces 2θ y 3θ suman 5θ = 90° o -270°, por lo tanto sen 2θ es igual a cos 3θ.
{\displaystyle (2\operatorname {sen} \theta )\cos \theta =\operatorname {sen} 2\theta =\cos 3\theta =4\cos ^{3}\theta -3\cos \theta =(4\cos ^{2}\theta -3)\cos \theta =(1-4\operatorname {sen} ^{2}\theta )\cos \theta }
Entonces, {\displaystyle 4\operatorname {sen} ^{2}\theta +2\operatorname {sen} \theta -1=0}, que implica {\displaystyle \operatorname {sen} \theta =\operatorname {sen}(18^{\circ },-54^{\circ })={\frac {-1\pm {\sqrt {5}}}{4}}.}
Por lo tanto,
{\displaystyle \operatorname {sen}(18^{\circ })=\cos(72^{\circ })={\frac {{\sqrt {5}}-1}{4}}} y {\displaystyle \operatorname {sen}(54^{\circ })=\cos(36^{\circ })={\frac {{\sqrt {5}}+1}{4}}} y
{\displaystyle \operatorname {sen}(36^{\circ })=\cos(54^{\circ })={\frac {\sqrt {10-2{\sqrt {5}}}}{4}}} y {\displaystyle \operatorname {sen}(72^{\circ })=\cos(18^{\circ })={\frac {\sqrt {10+2{\sqrt {5}}}}{4}}.}
Alternativamente, las fórmulas de ángulos múltiplos para funciones de 5x, donde x ∈ {18, 36, 54, 72, 90} y 5x ∈ {90, 180, 270, 360, 450}, se puede resolver para las funciones de x, ya que se conocen los valores de la función de 5x. Las fórmulas de múltiplos de ángulos son:
{\displaystyle \operatorname {sen} 5x=16\operatorname {sen} ^{5}x-20\operatorname {sen} ^{3}x+5\operatorname {sen} x,\,}
{\displaystyle \cos 5x=16\cos ^{5}x-20\cos ^{3}x+5\cos x.\,}
- Cuando sen 5x  = 0 o cos 5x  = 0, dejamos que y = sen x o y = cos xy que resolviendo para y da:

{\displaystyle 16y^{5}-20y^{3}+5y=0.\,}
Una solución es cero, y la ecuación de cuarto grado resultante se puede resolver como una cuadrática en y2.
- Cuando sen 5x  = 1 o cos 5x  = 1, dejamos de nuevo y = sen x o y = cos xy resuelva para y:

{\displaystyle 16y^{5}-20y^{3}+5y-1=0,\,}
que permite obtener:
{\displaystyle (y-1)\left(4y^{2}+2y-1\right)^{2}=0.\,}

### n×π/20
9° es 45 - 36, y 27° es 45 - 18; entonces se usan las fórmulas de la resta para seno y coseno.

### n×π/30
6° es 36 - 30, 12° es 30 - 18, 24° es 54 - 30 y 42° es 60 - 18; entonces se usan las fórmulas de la resta para seno y coseno.

### n×π/60
3° es 18 - 15, 21° es 36 - 15, 33° es 18 + 15 y 39° es 54 - 15, por lo que se usan las fórmulas de la resta (o la suma) para seno y coseno.